# Koszykówka na Letniej Uniwersjadzie 1991
Koszykówka na Letniej Uniwersjadzie 1991 – zawody koszykarskie rozgrywane podczas Letniej Uniwersjady 1991 w Sheffield. W programie znalazły się dwie konkurencje – turniej kobiet i mężczyzn.
Złoty medal w turnieju kobiet zdobyła reprezentacja Stanów Zjednoczonych, srebrny Hiszpanii, a brązowy Kanady. W turnieju mężczyzn najlepsze okazały się, Stany Zjednoczone, które wyprzedziły Kanadę. Trzecią pozycję zajął Związek Radziecki.

## Klasyfikacje medalowe

### Wyniki konkurencji
| Konkurencja:     | 1. miejsce        | 2. miejsce | 3. miejsce |
| Turniej kobiet   | Stany Zjednoczone | Hiszpania  | Kanada     |
| Turniej mężczyzn | Stany Zjednoczone | Kanada     | ZSRR       |

### Klasyfikacja medalowa państw
| Nr | Państwo           |   |   |   | Ogółem |
| -- | ----------------- | - | - | - | ------ |
| 1. | Stany Zjednoczone | 2 | 0 | 0 | 2      |
| 2. | Kanada            | 0 | 1 | 1 | 2      |
| 3. | Hiszpania         | 0 | 1 | 0 | 1      |
| 4. | ZSRR              | 0 | 0 | 1 | 1      |